# One Deep River
One Deep River es el décimo álbum de estudio del músico británico Mark Knopfler, publicado el 12 de abril de 2024 por la compañía discográfica EMI. El 5 de febrero, Knopfler publicó un video en YouTube de él y la banda trabajando en el álbum. Guy Fletcher, John McCusker, Michael McGoldrick y Greg Leisz son mostrados como parte de la banda.
Los primeros tres sencillos del álbum publicados fueron «Ahead of the Game» (lanzado el 24 de enero), «Watch Me Gone» (lanzado el 22 de febrero) y «Two Pairs of Hands» (lanzado el 27 de marzo). El álbum fue seguido por un EP independiente para el Record Store Day titulado The Boy, que contiene cuatro canciones exclusivas en torno a un tema común de ferias y boxeo.

## Recepción crítica
El escritor de Classic Rock, David Quantick, definió el álbum como uno de los mejores de la carrera de Knopfler, encontrando «canciones preciosas» que «suena como si hubiera vivido una vida plena».
En una reseña mixta, Robin Murray de Clash escribió que el álbum «muestra su habilidad con la guitarra y su honestidad», con referencias a «los exitosos álbumes de Dire Straits», señalando que está «enraizado en la clásica composición de canciones americanas, se siente humilde y a menudo conmovedor». El escritor encontró que «si bien la interpretación nunca es menos que excepcional», las producciones «a veces pueden fallar, [...] parecen un poco anticuadas y restan energía al material».

## Lista de canciones
Todas las canciones escritas y compuestas por Mark Knopfler.. 
| Edición estándar |                                    |          |  |
| N.º              | Título                             | Duración |  |
| 1.               | «Two Pairs of Hands»               | 4:05     |  |
| 2.               | «Ahead of the Game»                | 3:56     |  |
| 3.               | «Smart Money»                      | 4:27     |  |
| 4.               | «Scavengers Yard»                  | 4:33     |  |
| 5.               | «Black Tie Jobs»                   | 2:57     |  |
| 6.               | «Tunnel 13»                        | 5:27     |  |
| 7.               | «Janine»                           | 4:42     |  |
| 8.               | «Watch Me Gone»                    | 5:02     |  |
| 9.               | «Sweeter Than the Rain»            | 4:16     |  |
| 10.              | «Before My Train Comes»            | 4:04     |  |
| 11.              | «This One's Not Going to End Well» | 4:00     |  |
| 12.              | «One Deep River»                   | 4:17     |  |

| Temas extra (edición vinilo) |                    |          |  |
| N.º                          | Título             | Duración |  |
| 1.                           | «Dolly Shop Man»   | 5:08     |  |
| 2.                           | «Your Leading Man» | 4:05     |  |
| 3.                           | «Wrong'un»         | 2:53     |  |
| 4.                           | «Chess»            | 3:26     |  |

| temas extra (CD y Blu-ray) |                         |          |  |
| N.º                        | Título                  | Duración |  |
| 1.                         | «The Living End»        | 3:44     |  |
| 2.                         | «Fat Chance Dupree»     | 4:15     |  |
| 3.                         | «Along a Foreign Coast» | 4:34     |  |
| 4.                         | «What I'm Gonna Need»   | 2:52     |  |
| 5.                         | «Nothing but Rain»      | 3:30     |  |

## Personal
- Mark Knopfler – voz y guitarras
- Ian Thomas – batería
- Danny Cummings – percusión
- Guy Fletcher – sintetizadores (temas 1–4, 6, 7, 9–12), melotrón (5), armonio (6)
- Richard Bennett – guitarra eléctrica (temas 1, 2, 11), guitarra acústica (3–10, 12), bouzouki (9)
- Glenn Worf – bajo (temas 1, 3–9, 11, 12), contrabajo (2, 10)
- Greg Leisz – lap steel guitar (temas 1, 4), guitarra acústica (2, 3), pedal steel (3, 5–12)
- Jim Cox – piano digital (tema 1), piano (2, 3, 5, 7–11), órgano (4), piano eléctrico Wurlitzer (6), órgano Hammond (12)
- Emma Topolski – coros (temas 3, 5–8, 10–12)
- Tamsin Topolski – coros (temas 3, 5–8, 10–12)
- John McCusker – violín (tema 11)
- Mike McGoldrick – gaita (tema 11)

## Posición en listas
| País                                                     | Posición |
| -------------------------------------------------------- | -------- |
| Alemania (Offizielle Top 100)                            | 1        |
| Australia (ARIA)                                         | 48       |
| Austria (Ö3 Austria)                                     | 1        |
| Bélgica (Ultratop flamenca)                              | 2        |
| Bélgica (Ultratop valona)                                | 2        |
| Croacia (HDU)                                            | 1        |
| Dinamarca (Hitlisten)                                    | 6        |
| Estados Unidos (Billboard 200)                           | 157      |
| Estados Unidos Top Rock & Alternative Albums (Billboard) | 36       |
| Países Bajos (Album Top 100)                             | 2        |
| Finlandia (Suomen Virallinen Lista)                      | 8        |
| Francia (SNEP)                                           | 6        |
| Hungría (MAHASZ)                                         | 19       |
| Irlanda (OCC)                                            | 19       |
| Italia (FIMI)                                            | 5        |
| Nueva Zelanda (RMNZ)                                     | 15       |
| Noruega (VG-lista)                                       | 4        |
| Polonia (ZPAV)                                           | 3        |
| Portugal (AFP)                                           | 8        |
| Escocia (Scottish Albums Chart)                          | 3        |
| España (PROMUSICAE)                                      | 2        |
| Suecia (Sverigetopplistan)                               | 9        |
| Suiza (Schweizer Hitparade)                              | 1        |
| Reino Unido (UK Albums Chart)                            | 3        |